# محافظه المندق
محافظه المندق (به عربی: محافظة المندق) یک منطقهٔ مسکونی در عربستان سعودی است که در استان باحه واقع شده‌است.